# Awara
Awara (jap. あわら市, -shi) ist eine Stadt in der Präfektur Fukui in Japan.

## Geschichte
Die Stadt Awara wurde am 1. März 2004 aus den ehemaligen Gemeinden Awara (芦原町, -chō) und Kanazu (金津町, -chō) des Landkreises Sakai gegründet.

## Geographie
Awara liegt südlich von Kanazawa und nördlich von Fukui am Japanischen Meer.

## Sehenswürdigkeiten
- Awara-Onsen (Heiße Quelle)

## Städtepartnerschaften

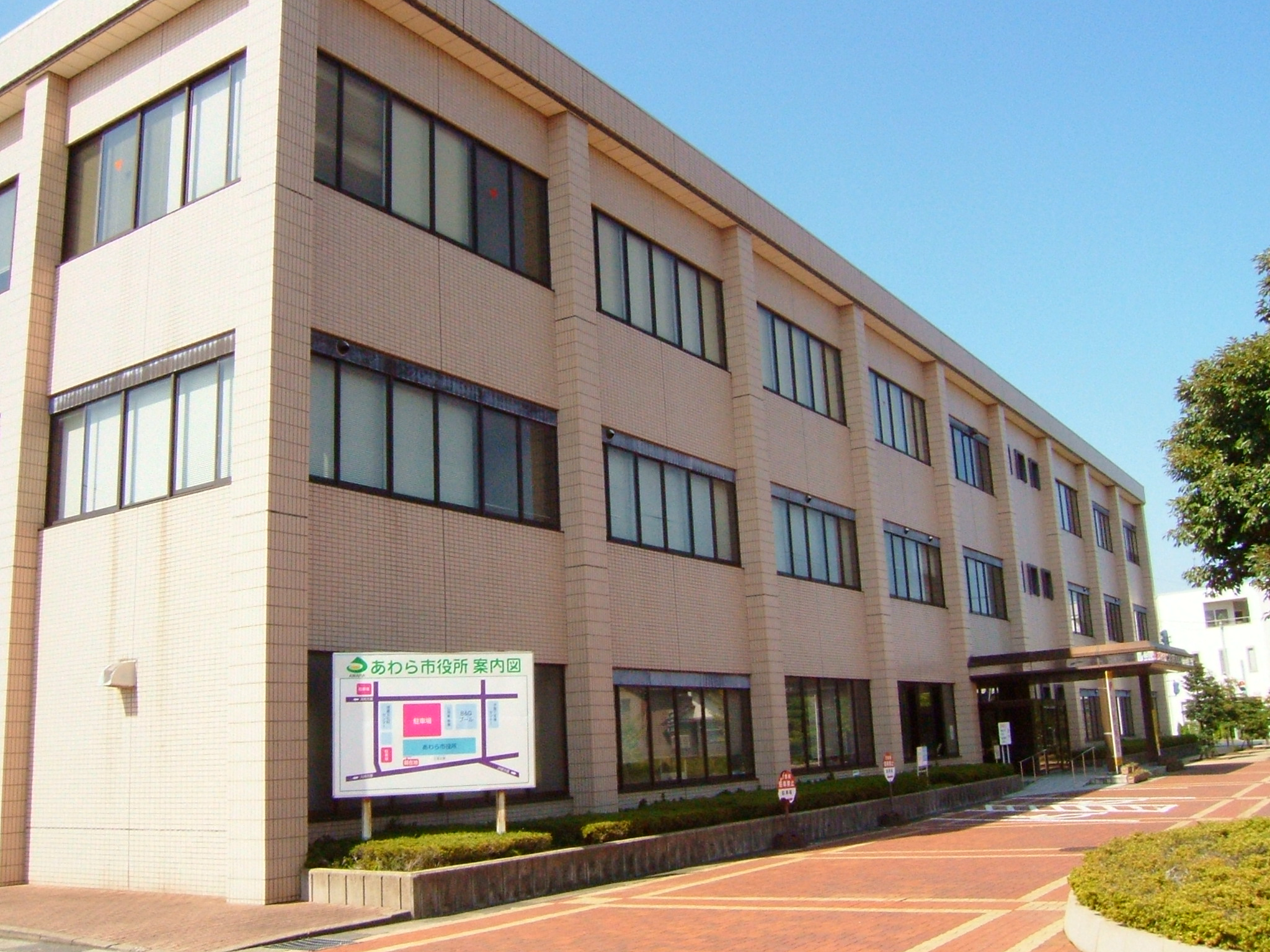
Rathaus

- Shaoxing

## Verkehr
- Straße:
  - Hokuriku-Autobahn
  - Nationalstraße 8
  - Nationalstraße 305, 365
- Zug
  - JR Hokuriku-Hauptlinie nach Maibara und Joetsu
  - Echizen Mikuni-Awara-Linie

## Angrenzende Städte und Gemeinden
- Präfektur Fukui
  - Sakai
- Präfektur Ishikawa
  - Kaga